# General Aviation PJ
General Aviation PJ là một loại tàu bay chế tạo ở Hoa Kỳ trong thập niên 1930, nó được sử dụng làm máy bay tìm kiếm cứu nạn cho lực lượng Bảo vệ Bờ biển Hoa Kỳ.

## Biến thể
- PJ-1
- PJ-2

## Tính năng kỹ chiến thuật (PJ-1)

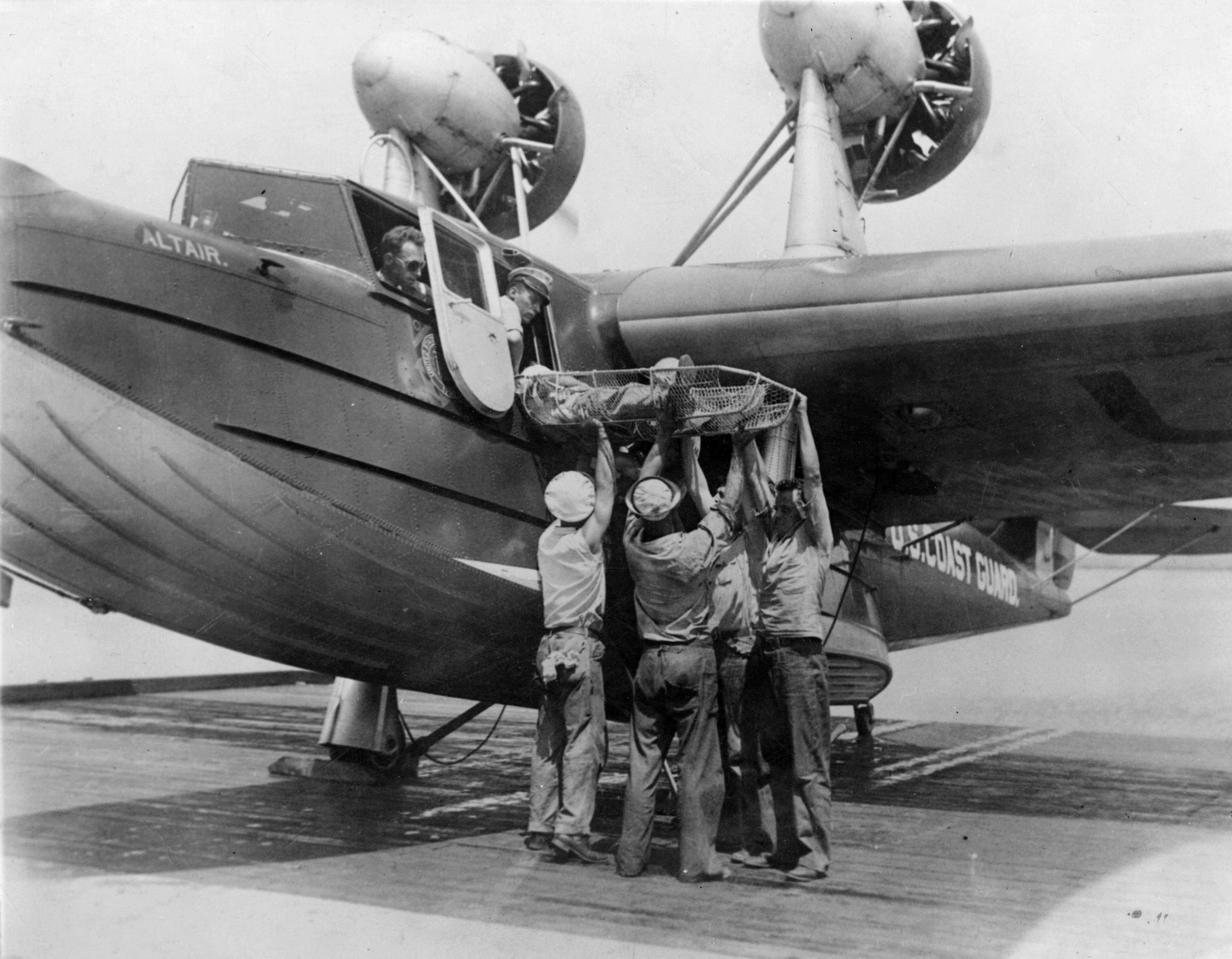
PJ-1 Altair - kíp lái đang đưa một bệnh nhân lên máy bay

Đặc điểm tổng quát
- Kíp lái: 4
- Chiều dài: 53 ft 9 in (16.39 m)
- Sải cánh: 74 ft 2 in (22.61 m)
- Chiều cao: 15 ft 6 in (4.73 m)
- Diện tích cánh: 754 ft2 (70.0 m2)
- Trọng lượng rỗng: 7.000 lb (3.180 kg)
- Trọng lượng có tải: 11.200 lb (5.090 kg)
- Động cơ: 2 × Pratt & Whitney Wasp, 420 hp (310 kW) mỗi chiếc

Hiệu suất bay
- Vận tốc cực đại: 130 mph (208 km/h)
- Tầm bay: 1.100 dặm (1.770 km)
- Trần bay: 9.000 ft (2.745 m)